# كوبادين
كوبادين هي قرية تقع في إقليم كونستانتا في رومانيا.

## السكان
حسب إحصائيات 2002 بلغ عدد سكان القرية 10,244 نسمة.
- 8,024 رومانيون.
- 1,781 أتراك وتتار.